# Cadea palirostrata
Espèce
Synonymes
- Amphisbaena palirostrata (Dickerson, 1916)

Cadea palirostrata est une espèce d'amphisbènes de la famille des Cadeidae.

## Répartition
Cette espèce est endémique de l'Île de la Jeunesse à Cuba.

## Publication originale
- Dickerson, 1916 : Description of a new amphisbaenian collected by the late Dr. Charles M. Mead in 1911, on the Isle of Pines, Cuba. Bulletin of the American Museum of Natural History, vol. 35, n. 34, p. 659-662 (texte intégral).